# Synidotea bicuspida
Synidotea bicuspida är en kräftdjursart som först beskrevs av Richard Owen 1839.  Synidotea bicuspida ingår i släktet Synidotea och familjen tånglöss. Inga underarter finns listade i Catalogue of Life.